# Euseius badius
Euseius badius är en spindeldjursart som beskrevs av Muhammad Sharif Khan och Mohammad Nazeer Chaudhri 1991. Euseius badius ingår i släktet Euseius och familjen Phytoseiidae. Inga underarter finns listade i Catalogue of Life.